# Дикий тип
Дикий тип (алель дикого типу, wt від англ. wild type)  — типова (нормальна) форма організму, штаму, гену або характеристики, що зустрічається в природі, зазвичай найзагальніший фенотип в природній популяції. Також це означає що алель у кожному локусі відповідає фенотипу дикого типу. Дикий тип зазвичай є стандартом генотипу і фенотипу. Як стандарт, дикий тип не може бути домінантним або рецесивним, домінантними або рецесивними можуть бути тільки мутантні алелі в порівнянні з диким типом.
У біологічних дослідженнях термін «дикий тип» зазвичай використовується для порівняння між природним організмом і свідомо видозміненим організмом. Антонім терміна дикий тип — мутант.